# Ботайська культура

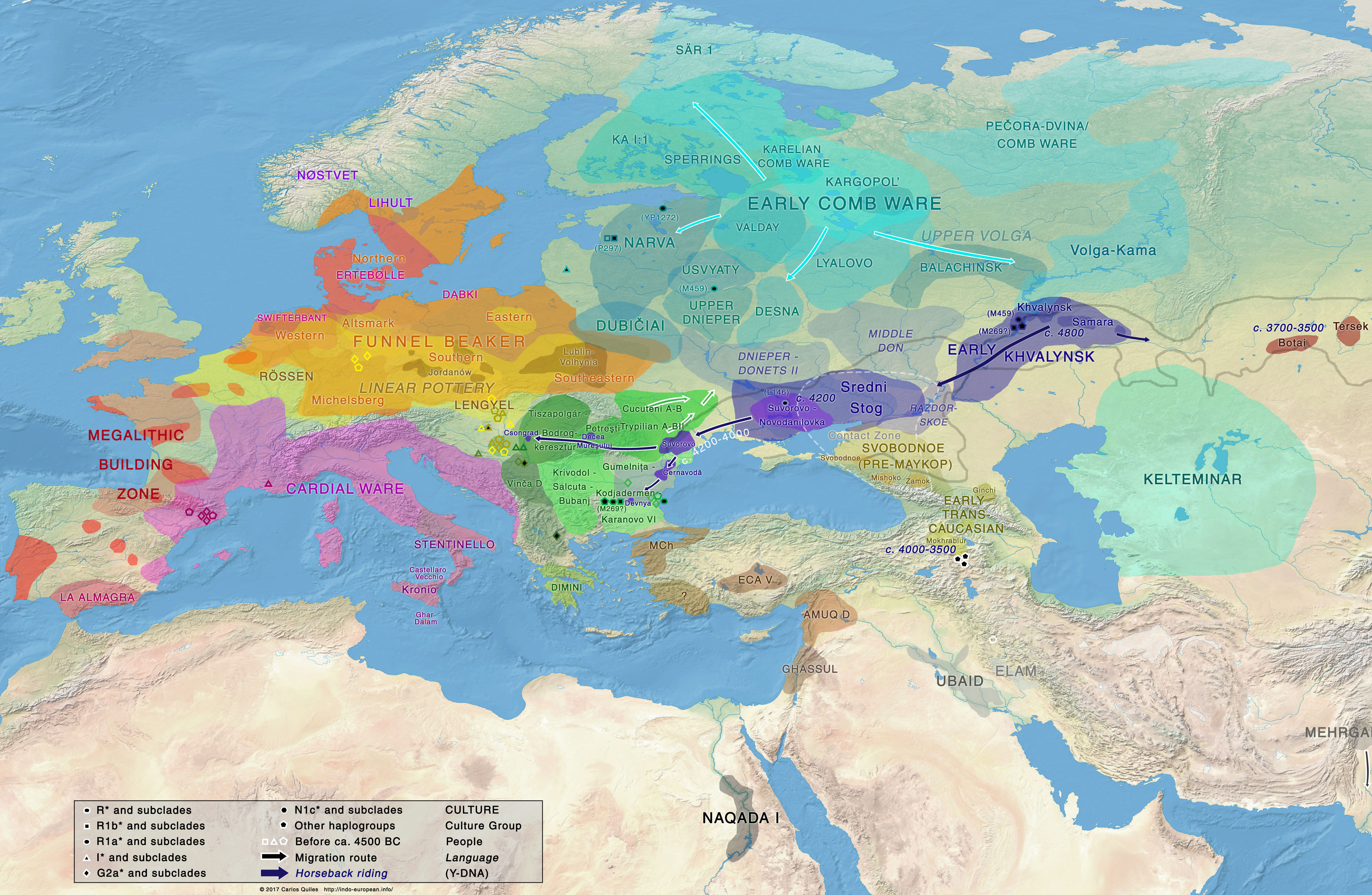
Ботайська культура на мапі позначена коричневим

53°18′11″ пн. ш. 67°38′42″ сх. д. / 53.303° пн. ш. 67.645° сх. д.
Ботайська культура — археологічна культура неоліту, що існувала в 3700-3100 роках до Р. Х..

доісторичної півночі Центральної Азії. 
Названа за поселенням Ботай в сучасному північному Казахстані. 
Знайдено ще дві великих стоянки Ботайської культури: Красний Яр і Васильківка. 

Відкрито близько 20 поселень уздовж степових рік Іманбурлик, Терсаккан, Тобол, Тургай, Убаган, Чаглинка. 
Ботай знаходиться на Іманбурлику, притоці Ішима. 
На ділянці є щонайменше 153 землянки. 
Поселення було частково знищено річковою ерозією, яка все ще відбувається, та місцевим лісництвом.
З ботайською культурою пов'язують початок одомашнення коней приблизно 5,5 тис. років тому 

## Матеріальна культура
Основними матеріалами були камінь, кістка та глина. 
Основні заняття — конярство, полювання та рибальство. 
Проведені археологічні дослідження показали, що ботайці, які займались конярством, вміли робити кумис з кобилячого молока

і були піонерами застосування збруї 6700-6000 років тому 
..
Для ботайської культури характерна розвинена промисловість кам'яних знарядь. 
Серед них виділяються крем'яні ножі та списи, різноманітні наконечники стріл. 
Костерезне ремесло також було дуже популярним. 
Особливу групу серед знайдених артефактів складали фаланги коня з гравіюванням у вигляді насічок і геометричних фігур 
. 
В. Ф. Зайберт зазначає, що частина знахідок дуже близька заманбабінському типу, відомому в Середній та Передній Азії. 
Примітною є унікальна намистина довжиною 3,5 см і діаметром 4 мм, у крихітному отворі, посередині якої після вивчення під мікроскопом виявилася ніша у вигляді печерки 
.
Походить від суртандинської культури Південного Зауралля. 
У наступні епохи середньої та пізньої бронзи Урало-Казахстанського регіону жодних явних слідів спадкоємності від ботайської культури не спостерігається 
.
Кризу культури наприкінці III тис до Р.Х. пов'язують зі складною для євразійських степів кліматичною фазою та посиленням сухого клімату 
.

### Одомашнення коня
З ботайською культурою пов'язували початок одомашнення коней приблизно 5,5 тис. років тому 
 
П. А. Косинцев у 2008 році відніс до диких особин залишки терсецьких та ботайських коней 
. 
За даними палеогенетиків коні Пржевальського є здичавілими нащадками ботайських коней
, 
а сучасні породи домашніх коней мають лише 2,7% домішки від ботайських коней. 
Таким чином, сучасні коні були одомашнені в інших центрах 
. 
При цьому ботайці, володіючи навичками приручення коней, не вели спрямовану селекцію, дозволяючи схрещуватися з дикими родичами 
. 
Сучасні одомашнені породи не походять від ботайської лінії коней 
.
Разом з тим деякі вчені висловлюють сумніви в концепції Зайберта, що базується на неоднозначно трактованих знахідках — зокрема вказується, що у двох знайдених предметів у вигляді кістяних стрижнів з потовщеннями посередині, що трактуються як псалії , відсутні просвердлені отвори, необхідні, щоб пропустити ремінні натягувачі 
. 
Також згадується відсутність надійних свідчень стійлового утримання коней. 
Ушкодження, що спостерігаються в зубах ботайських коней, швидше за все, викликані природними порушеннями розвитку зубів і зносом, а не контактом з обладнанням для вуздечки 
.

## Реконструкція мови
Аско Парпола припускає, що мову ботайської культури неможливо однозначно ототожнити з будь-якою відомою мовою чи мовною сім'єю. 

Він припускає, що праугорське слово *lox, що означає «кінь», є запозиченням з мови ботайської культури. 

Проте Володимир Напольських вважає, що воно походить від протохарського *l(ə)wa («здобич; худоба»). 

Вацлав Блажек проаналізував попередню теорію Тамаза Гамкрелідзе, який стверджував, що ботайці могли розмовляти однією з єнісейських мов. На його думку, лінгвістичні дані надають деяку підтримку тому, що носії єнісейських мов проживали в середньоазійському степу до її міграції в Сибір. З цієї мови, можливо, були запозичені деякі слова до протоіндоєвропейської мови, пов’язані з верховою їздою та скотарством, наприклад слово для коня (єнісейське *ʔɨʔχ-kuʔs «жеребець» та індоєвропейське *H₁ek̂wos «домашній кінь»). 

## Пояснення
1. ↑  Праугорське слово *lox реконструйовано з угорського ló, мансійського lū та хантського law, усі означають «кінь». Це слово не є ані уральського, ані індоєвропейського походження, і воно не схоже на жодне зі слів, що позначають «кінь» у відомих сім’ях євразійських мов.[16]